# 滇桂崖豆藤
滇桂崖豆藤（学名：Millettia bonatiana）为豆科崖豆藤属的植物，为中国的特有植物。分布在中国大陆的云南、广西等地，生长于海拔1,500米的地区，多生长于溪谷灌丛中，目前尚未由人工引种栽培。